# Сескар
Сескар (рус. Сескар; фин. Seiskari; швед. Seitskär) малено је ненасељено руско острво на крајњем истоку акваторије Финског залива Балтичког мора. Острво се налази на око 19 километара северније од обале Сојкинског полуострва, односно на око 100 километара западније од Санкт Петербурга и административно припада Кингисепшком рејону Лењинградске области.
Острво је издужено у смеру север-југ у дужини од 3,2 км, са ширином мањом од једног километра, и има површину од 4,16 км². У физиономији острва јасно се издвајају нижи западни и виши, источни део. Западна обала кја је доста ниска и јако разуђена, обрасла је мешовитим шумама брезе и бора. Источна обала је много мање разуђена и прекривена је пешчаним динама и обрасла боровим шумама. Западно и северозападно од острва налазе се бројне камене хриди и острвца укуупне површине око 8 км². Дубине мора су у том делу мање од 5 метара, а највећа острвска површина ту је острво Кокор 2,4 хектара.
На северозападу острва налази се светионик висине 31 метар.